# Eclipsa de Soare din 11 august 1999

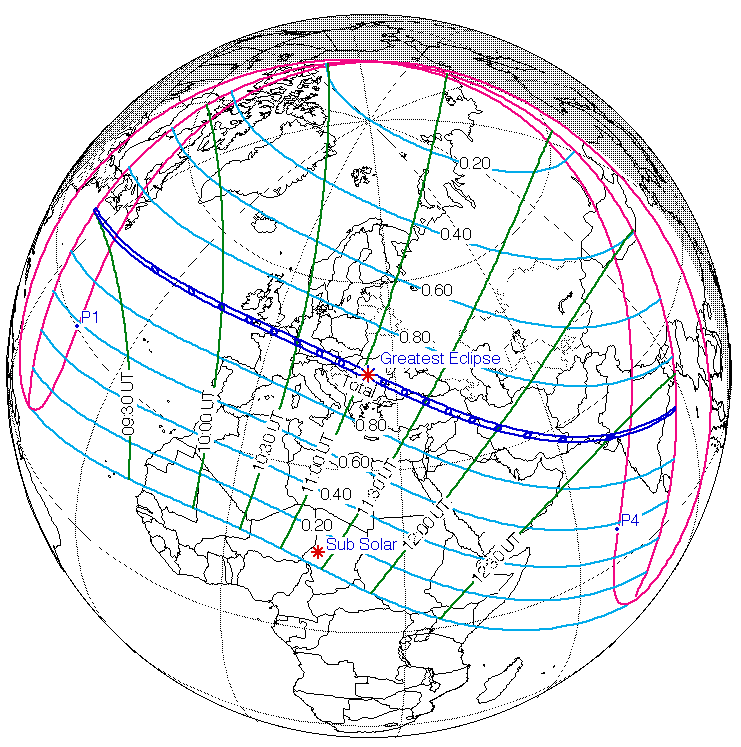
Harta eclipsei totale de Soare din 11 august 1999

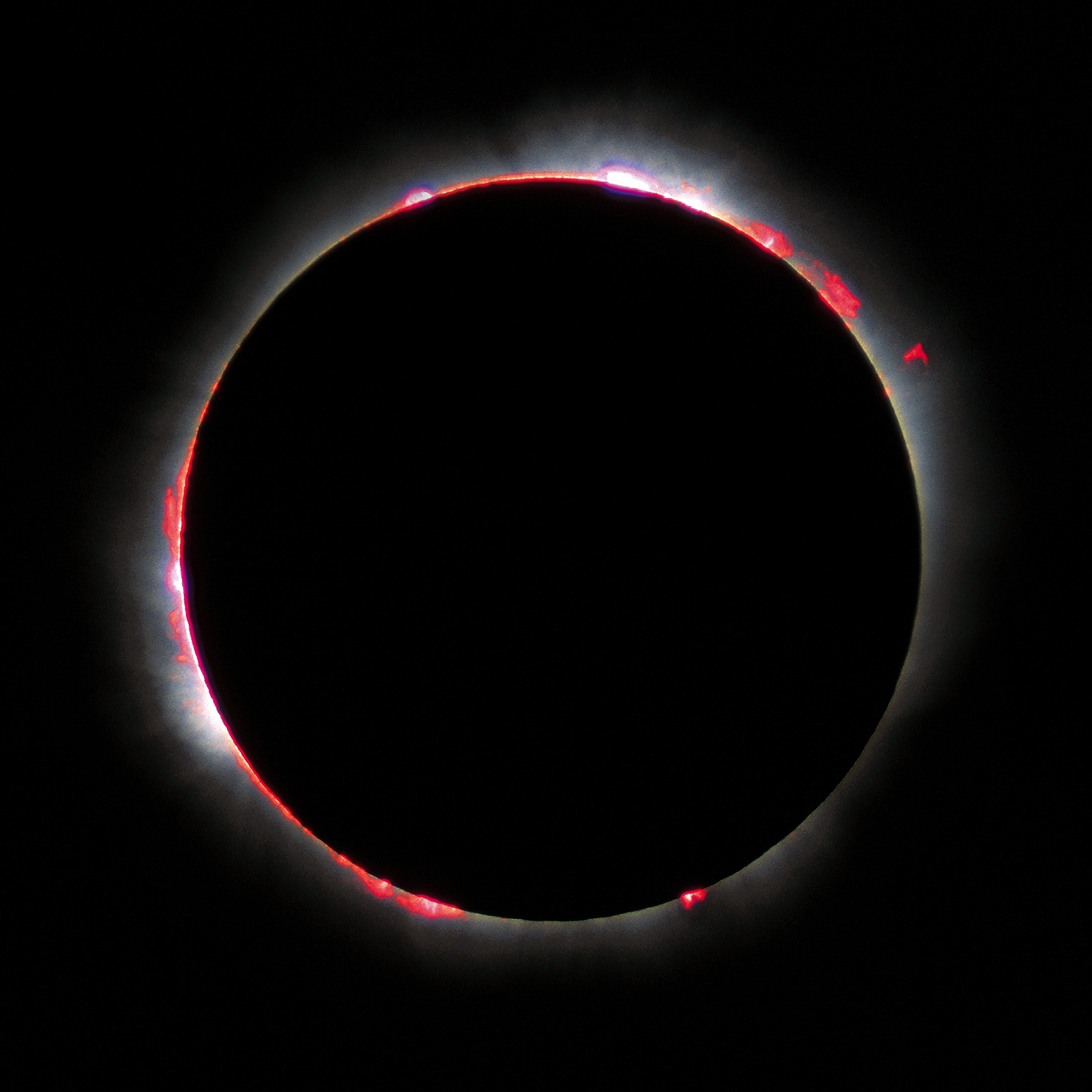
Eclipsa totală, fotografiată în Franța, de Luc Viatou.

Eclipsa de Soare din 11 august 1999 a fost ultima eclipsă totală de Soare din secolul al XX-lea și, implicit, din mileniul al II-lea, în anul 2000 neexistând eclipse totale de Soare. A fost cea de-a douăzeci și una eclipsă (din 77), din seria Saros 145.
Deși a avut o durată de totalitate mijlocie, relativ scurtă, eclipsa a fost excepțională întrucât a avut cei mai mulți observatori din întreaga istorie.
S-a produs în urmă cu 25 ani, 226 zile.

## Hartă animată a eclipsei

Harta animată a eclipsei

## Circumstanțe generale
Banda de totalitate a umbrei Lunii a început în Oceanul Atlantic, nu departe de Terra Nova, înainte de a traversa, pe la orele 11 UTC, Cornwall, comitatul Devon, nordul Franței, sudul Belgiei, Luxemburg, sudul Germaniei, Austria, nordul Serbiei, România, unde a avut loc maximul la Ocnele Mari, lângă Râmnicu Vâlcea, apoi Bulgaria, Marea Neagră, Turcia, Iranul, sudul Pakistanului, cât și India, sfârșindu-se în apropierea coastelor indiene ale Golfului Bengal. 
În Republica Moldova suprafața Soarelui acoperită de Lună alcătuia 93% 

## Filmografie
- fr  Vol d'éclipse: éclipse totale de soleil, 11 août 1999, film documentaire réalisé par Christophe Gombert, CNRS, Meudon, 1999, 9' (VHS)

## Filatelie
În 1998, pentru comemorarea Eclipsei totale de Soare din 11 august 1999, Poșta Română a pus în circulație o marcă poștală cu valoarea nominală de 1.100 lei. Pentru comemorarea aceluiași eveniment astronomic, serviciile poștale ale României au pus în circulație, în 1999, o marcă poștală cu valoarea nominală de 1.100 de lei, precum și o ilustrație maximă, pe care este obliterată aceeași marcă poștală, cu o ștampilă specială.

## Numismatică

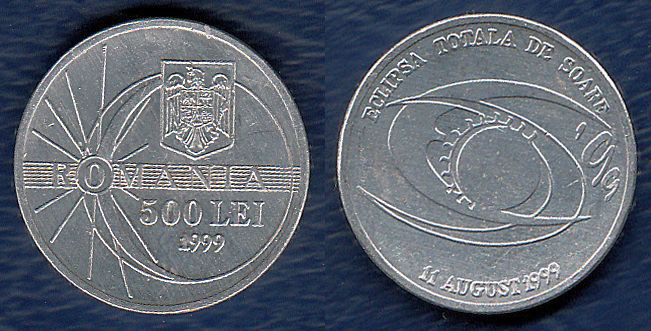
Monedă cu valoarea nominală de 500 de lei (ROL), emisă în 1999, pentru comemorarea Eclipsei totale de Soare din 1999

În 1999, Banca Națională a României a emis o monedă de circulație, cu valoarea nominală de 500 de lei, pentru comemorarea evenimentului astronomic al anului, Eclipsa totală de Soare din 1999.

## Notafilie

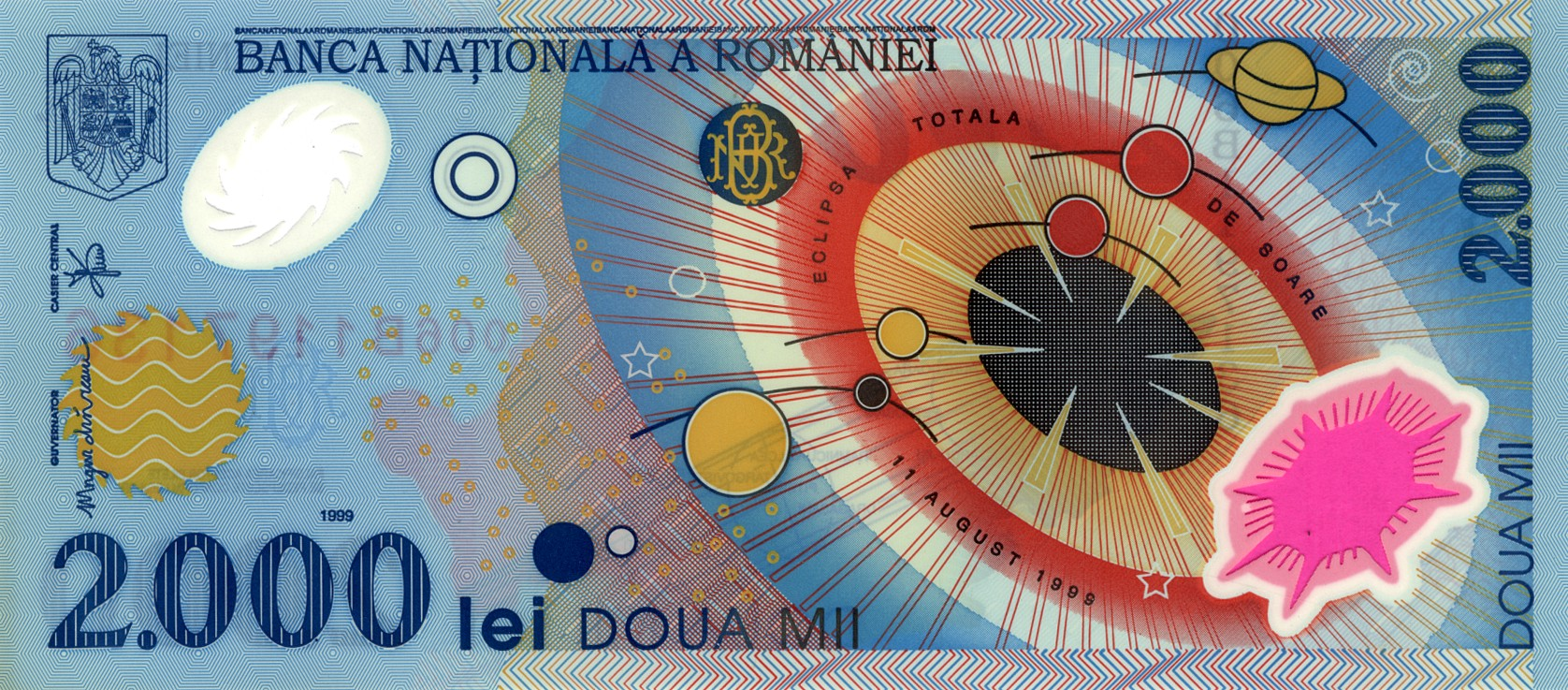
Bancnota cu valoare nominală de 2.000 de lei (ROL), avers

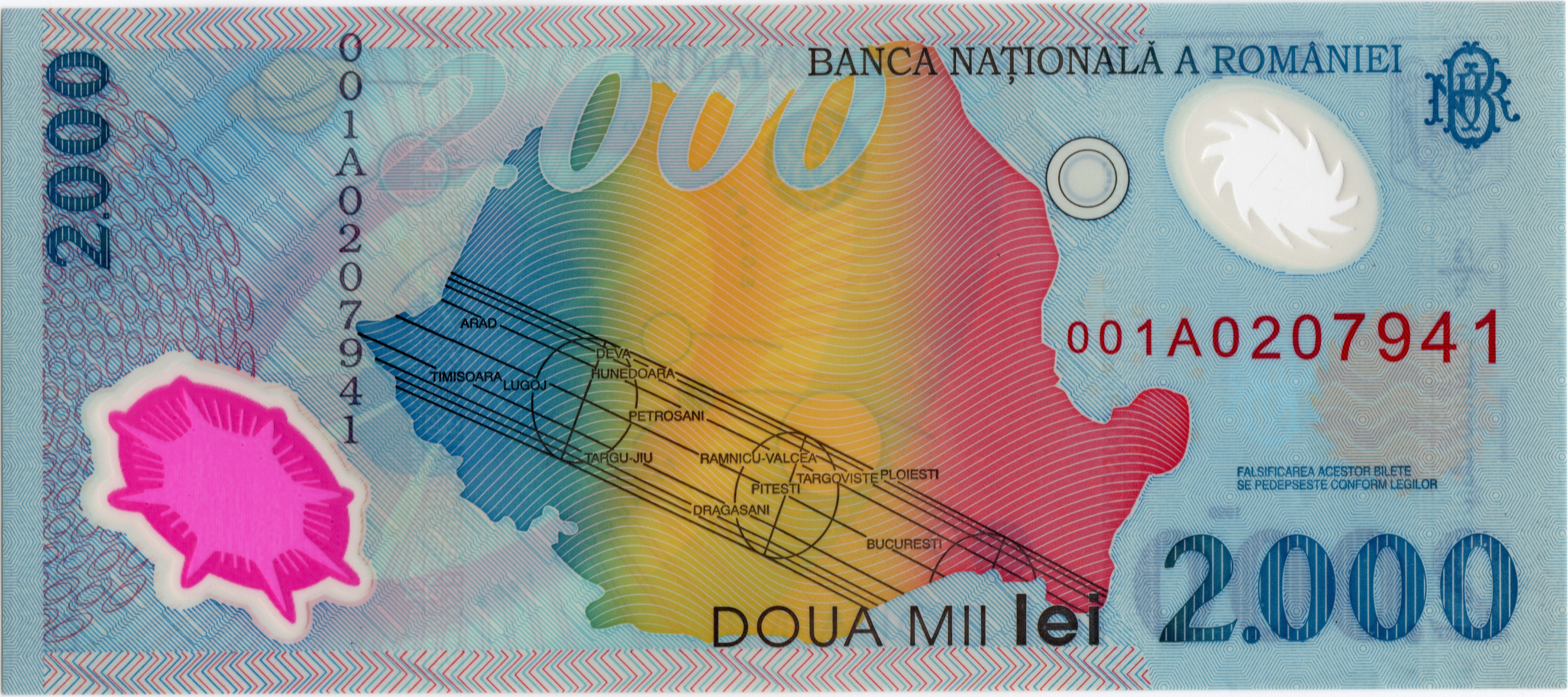
Bancnota cu valoare nominală de 2.000 de lei (ROL), revers

La 2 august 1999, pentru comemorarea Eclipsei totale de Soare din 11 august 1999, Banca Națională a României a emis o bancnotă din polimeri cu valoarea nominală de 2.000 de lei, aceasta fiind prima bancnotă din polimeri emisă de România și totodată prima bancnotă din polimeri emisă în Europa.

## Galerie de imagini

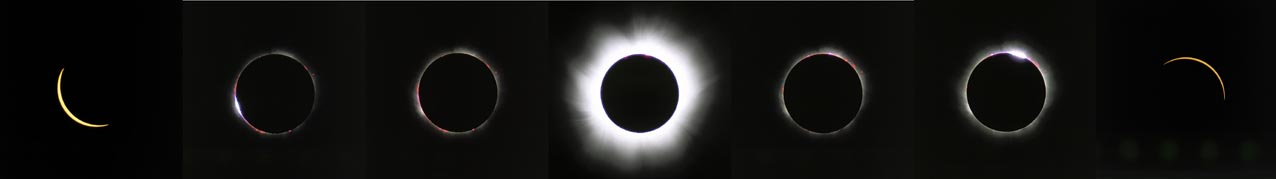
Faze ale eclipsei de Soare din 11 august 1999. Fotografii de Luc Viatour.